# Misterios de Isis

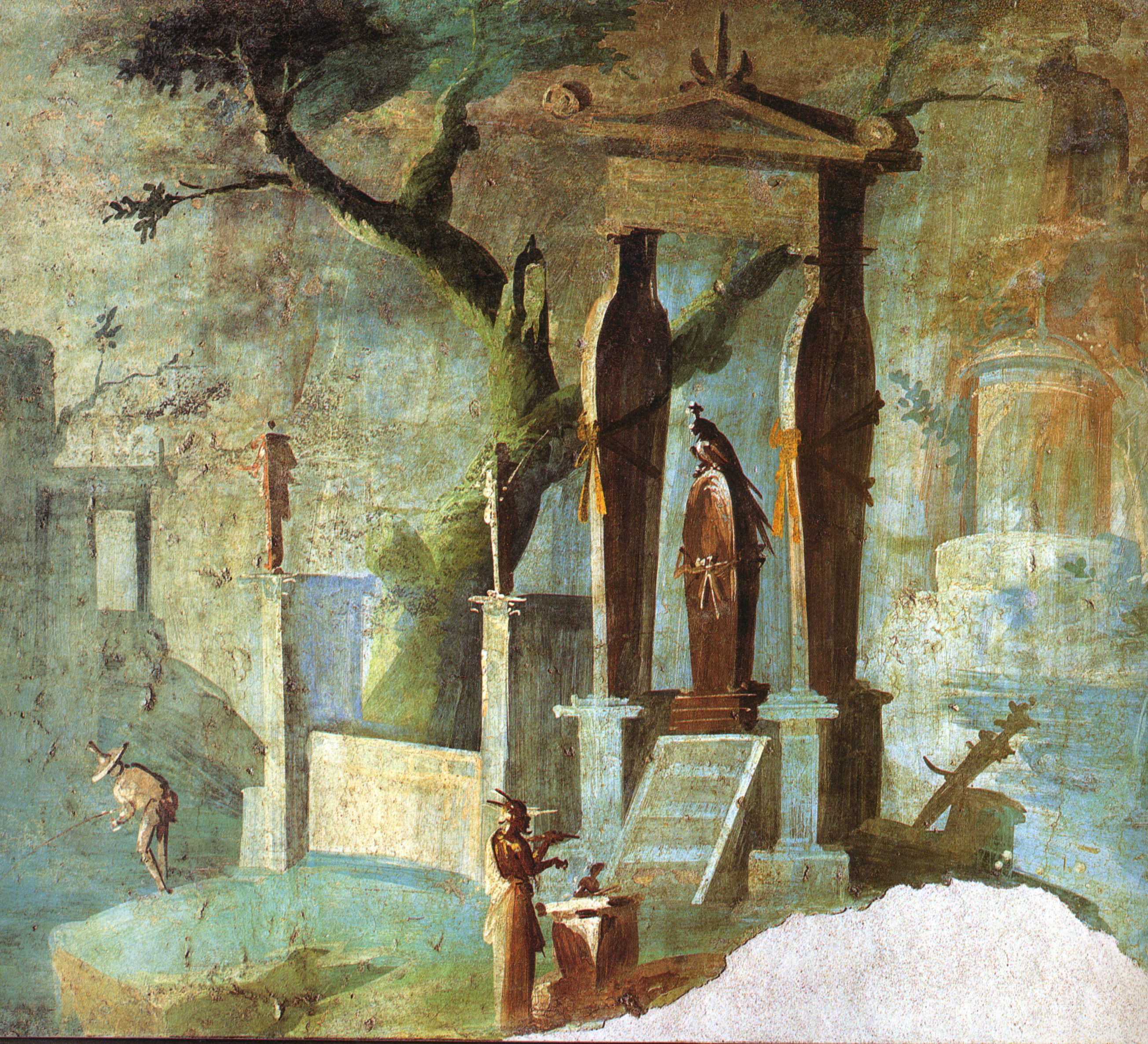
Una ceremonia donde adoran el sarcófago de Osiris, representado en un fresco en el Templo de Isis en Pompeya. La muerte de Osiris era una celebración muy importante en el culto a Isis. La apariencia del sarcófago puede hacer referencia al énfasis en Osiris y el más allá encontrado en los misterios dedicados a Isis.

Los misterios de Isis o culto de Isis fue una religión mistérica centrada en la iniciación mediante la adoración a la diosa Isis, en el mundo grecorromano. Están basados en otros ritos misteriosos, particularmente en los misterios eleusinos en honor a la diosa griega Deméter y se originaron alrededor del siglo III a. C. y el siglo II d. C. A pesar de sus orígenes helénicos, los misterios se remontan a la antigua religión egipcia, en donde se adoraba a Isis. Al seguir estos mitos, los iniciados demostraban su devoción a Isis, aunque no necesariamente dedicaban los ritos solo a esta diosa. Los ritos eran vistos como un símbolo de muerte y resurrección, lo que en esa época se creía que garantizaba, con la ayuda de la diosa, el paso del alma del iniciado a la segunda vida.
Muchos textos del Imperio Romano hacen referencia a estos mitos, pero la única fuente que los describe es la novela Las metamorfosis, escrita en el siglo II por Apuleyo. En esta, el iniciado pasa por un elaborado proceso de purificación antes de poder descender a la parte más profunda del templo de Isis, en donde lleva a cabo una intensa experiencia religiosa en la que ve a los dioses directamente.
Algunos aspectos de los misterios de Isis y otros cultos, particularmente su conexión con la vida más allá de la muerte, tienen semejanzas con el cristianismo. La cuestión de si los misterios influenciaron los ritos cristianos es controvertida y las pruebas no son claras; algunos eruditos contemporáneos atribuyen algunas de estas similitudes con la cultura compartida de la que ambos ritos vienen, más que de una influencia directa. En contraste, Apuleyo tiene influencia hoy en día. Mediante esta descripción, los misterios de Isis han influenciado muchas obras de ficción actuales y fraternidades de organizaciones actuales, así como extendiendo de manera errónea la creencia de que los egipcios antiguos tenían un misterioso sistema de mitos de iniciación.

## Orígenes

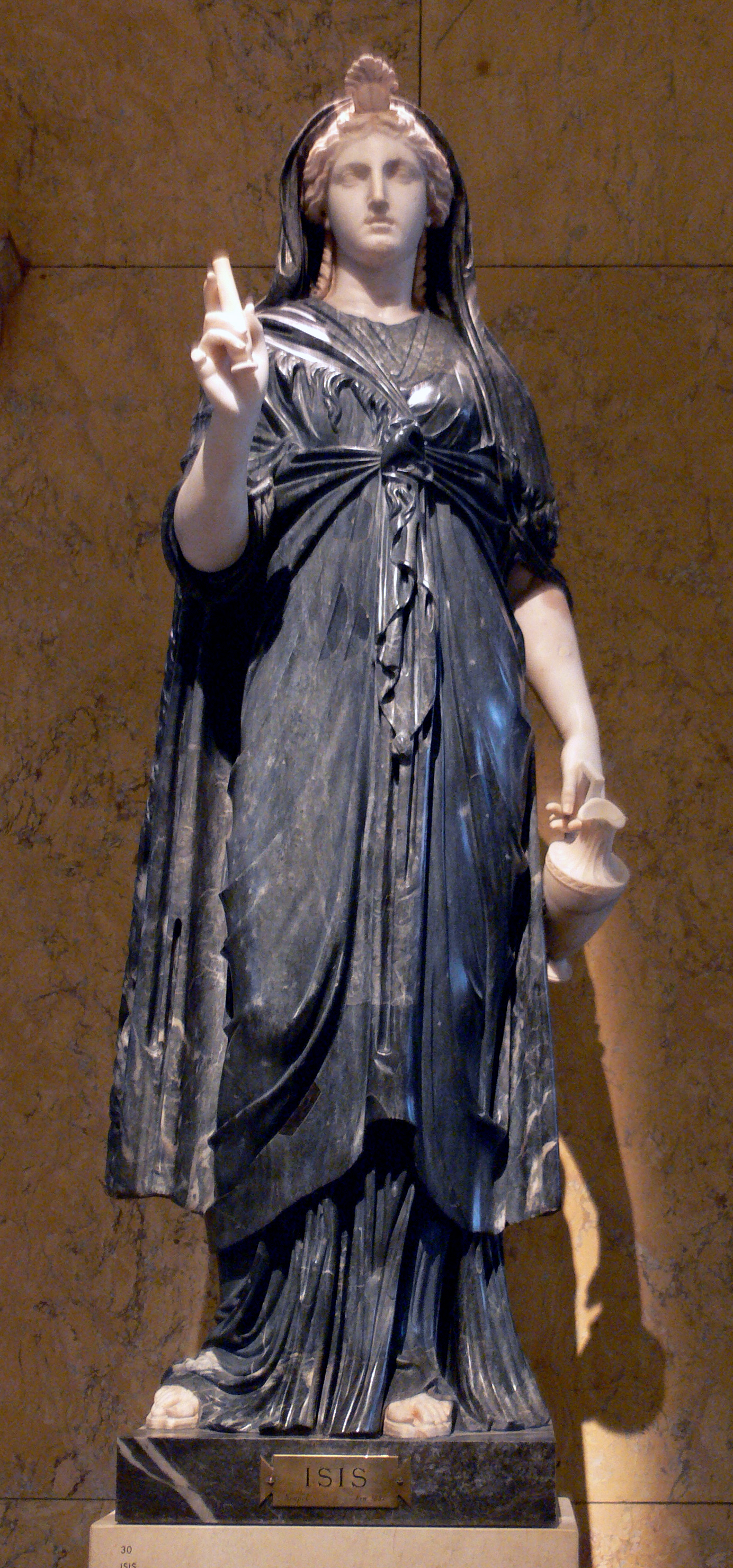
Estatua romana de Isis.

Los misterios grecorromanos eran, en palabras del clasicista Walter Burkert, "rituales de iniciación voluntarios, personales y secretos con la intención de formar un cambio en el carácter de un individuo por medio de una experiencia sagrada". Estos ritos en especial estaban dedicados a un grupo de deidades específicas y eran usados como un amplio grupo de intensas experiencias, como cuando se interrumpe la tranquilidad y obscuridad de la noche con luz cegadora, música y sonido, cosa que inducía un estado de desorientación y una fuerte experiencia religiosa. Algunos de estos rituales involucraban simbolismo críptico. Los iniciados no se suponía que discutieran lo que experimentaban en los ritos, cosa que justifica los secretos y falta de información al respecto en tiempos modernos. Los misterios más prestigiosos del mundo griego eran los misterios eleusinos dedicados a la diosa Deméter, que se llevaban a cabo en Eleusis, cerca de Atenas, desde al menos el siglo VI a. C. hasta el final del siglo IV d. C. Estaban centrados en la búsqueda de Deméter por su hija Perséfone en la mitología griega. Los iniciados de estos ritos pasaban a un pasillo oscuro llamado Telesterion y eran expuestos a escenas terribles, seguidos por una luz cegadora y gritos del hierofante que llevaba la ceremonia. Con esta luz los iniciados veían objetos que representaban el poder de Deméter con respecto a la fertilidad, así como una gavilla de trigo y tal vez algunas otras imágenes referentes al mito de Perséfone. En los misterios del dios Dioniso, que se llevaban a cabo en muchos lugares del mundo griego, los participantes celebraban en una gran fiesta de noche al aire libre. Estas celebraciones estaban conectadas en cierta manera con el orfismo, un grupo de creencias místicas acerca de la naturaleza de la vida después de la muerte.
Isis  era originalmente una diosa de la antigua religión egipcia, que no incluía la serie de misterios griegos. Algunos rituales egipcios eran hechos exclusivamente por sacerdotes, fuera del conocimiento público, pero los fieles nunca era admitidos en esas celebraciones. Otros rituales pudieron haber sido retomados de la mitología egipcia, como ceremonias en honor a Osiris, el dios de la vida después de la muerte y esposo de Isis, que se llevaban a cabo en Abidos. Los griegos interpretaban estos mitos basados en rituales como misterios. El historiador Heródoto fue el primero en escribir al respecto en el siglo V a. C. Él hace referencia a los mitos del asesinato de Osiris como misterios, relacionándolos con los misterios de Dioniso, mismos con los que él estaba muy familiarizado. Escribió acerca de que la adoración a Dioniso fue influenciada con los mitos de Osiris en Egipto. Muchos escritores egipcios posteriores a Heródoto veían Egipto y a sus sacerdotes como la fuente de toda la sabiduría mística. Estos aseguraban que muchos de los elementos filosóficos griegos tenían origen en la cultura egipcia, incluidos los misterios de los cultos. Burkert y el egiptólogo Francesco Tiradritti decían que existe algo de verdad en estas teorías, ya que los cultos de misterios griegos más antiguos de los que se tiene registro se remontan a los siglos VI y VII a. C., época en la que Grecia estaba estableciendo relaciones considerablemente mayores con la cultura egipcia. Las imágenes y representaciones de la vida después de la muerte encontradas en los misterios de cultos pueden haber sido influenciadas por las creencias egipcias de este tema en particular.
Isis era una de las deidades no griegas cuyo culto se volvió parte de la religión griega y romana durante el periodo helenístico (323 a 30 a. C.), cuando lacultura griega se expandió a lo largo de Mediterráneo y la mayoría de estos lugares fueron conquistados por la República Romana. Bajo la influencia de las tradiciones grecorromanas, algunos de estos cultos, entre estos el de Isis, desarrollaron sus propios ritos. Los misterios de Isis pudieron emerger desde el siglo III a. C., después de que la dinastía ptolemaica tomara control sobre Egipto. Los ptolomeos promovieron el culto al dios Serapis, que incorporó algunas características de Osiris y de deidades como Dioniso y el dios del inframundo, Plutón. El culto a Isis se fusionó con el de Serapis. Ella estaba demasiado interpretada para asemejarse a las diosas griegas, en especial a Deméter, mientras que retenía muchas de sus características egipcias. Los misterios de Isis, modelados en honor a Deméter por los eleusios, pudieron haber sido desarrollados al mismo tiempo, como parte de una fusión de las religiones griegas y egipcias.
Otra posibilidad es que los misterios se desarrollaran después de que el culto de Isis helenizada llegara a Grecia, en el siglo III a. C. Mucha de la evidencia temprana del culto a Isis en Grecia proviene de aretalogías, poemas que alaban a los dioses. Las palabras de las aretelogías de Maronea y Andros, del primer siglo a. C., están muy relacionadas con los ritos misteriosos. Petra Pakkanen dice que estas aretalogias prueban que los misterios de Isis ya existían para esa época, pero Jan Bremmer argumenta que esto sólo conecta a Isis con los misterios eleusinos, no con ritos distintos por sí solos. Existe evidencia fuerte de que los misterios ya existían en el siglo I a. C. Los templos de Isis en Grecia pueden haber desarrollado sus misterios en respuesta a la expansión de las creencias griegas de que estos mitos se habían originado en Egipto. Estos pudieron adaptarse a los ritos eleusinos, probablemente también de los misterios de Dioniso, para reflejarla mitología egipcia. El producto final hubiera parecido a los griegos como que los mitos egipcios fueron el origen de los misterios griegos. Muchas fuentes grecorromanas afirman que Isis misma fue la que enseñó estos ritos.
Una vez establecidos estos misterios, no se realizaban en todos los lugares de adoración a Isis. Los únicos lugares conocidos donde se realizaban estos ritos fueron Italia, Grecia y Anatolia, aunque se la adoraba en casi todas las provincias del Imperio Romano. En Egipto existen solo algunos textos e imágenes de la época del Imperio romano que hacen referencia a los misterios de Isis y no está claro que alguna vez se llevaran a cabo allí.

## La descripción de los mitos por Apuleyo

### Contexto y credibilidad
Algunos textos del tiempo de los romanos hacen referencia a personas que fueron iniciadas en el culto. A pesar de esto, la única descripción directa de los misterios de Isis viene de Las metamorfosis, también conocida como El asno de oro, una novela cómica de la segunda parte del siglo II a. C., escrita por Apuleyo.
El protagonista de la novela es Lucius, un hombre que ha sido transformado mágicamente en un asno. En el libro 11 y último de la novela, Lucius, después de quedarse dormido en la playa de Cenchreae en Grecia, se despierta para ver la luna llena. Reza a la luna, usando algunos de los nombres conocidos de las diosas de la luna del mundo grecorromano, pidiendo que se le devuelva su forma humana. Isis aparece en una visión a Lucius y declara que ella es la mejor diosa de todas. Le dice que en una fiesta en su honor, el Navigium Isidis, que se llevará a cabo cerca de donde están, se llevan unas flores especiales que lo devolverán a su forma humana si las come. Después de que Lucius vuelve a su forma humana, un sacerdote declara en la celebración que Lucius ha sido salvado por la caridad de la diosa y que no será libre hasta pagar con gratitud la deuda contraída por sus aventuras pasadas. Lucius se un al templo local que adora a Isis, se vuelve un seguidor y posteriormente es iniciado en los ritos.
Aparentemente, la solemne dedicación de Lucius al culto de Isis en ese capítulo, contrasta fuertemente con las desventuras cómicas que componen el resto de la novela. Los estudiosos debaten si el cuento está destinado a representar en serio la devoción de Lucius a la diosa o si es irónico, tal vez una sátira del culto a Isis, pues creen que trata de establecer un punto satírico en la forma en que Lucius es obligado a someterse a varias iniciaciones, cada una requiriendo una cuota, a pesar de tener poco dinero. A pesar de que muchos de los estudiosos que han tratado de analizar los misterios basados en el libro han asumido que es serio, el libro puede ser ampliamente preciso, incluso siendo una sátira. La descripción de Apuleyo del culto a Isis y sus misterios, en general se ajusta a gran parte de la evidencia fuera de ellos.  S. J. Harrison dice que muestra "un conocimiento detallado del culto egipcio, sin importar que Apuleyo haya sido o no un iniciado de la religión isiaca". En otra de sus obras, la Apología, Apuleyo afirma haber sido objeto de varias iniciaciones, aunque esto no lo haya hecho hablar de los misterios de Isis específicamente. Al escribir Las metamorfosis, pudo haberse basado en la experiencia personal de la iniciación isiaca o de otras iniciaciones a las que fue sometido. A pesar de ello, la descripción detallada que se da en Las metamorfosis puede corresponder a cultos idealizados más que estrictamente exactos, y los cultos de Isis pueden haber incluido muchas variedades del rito misterio. La novela de hecho menciona tres ritos de iniciación distintos, en dos ciudades, aunque sólo se describe la primera en detalle.

### Ritos
De acuerdo con Las metamorfosis, la iniciación "se llevó a cabo en la forma de la muerte voluntaria y la salvación obtenida por un favor". Sólo Isis podría determinar quién debe ser iniciado y cuando; por lo tanto, Lucius sólo comienza la preparación para los misterios después de que Isis se le aparece en un sueño. La idea de que Isis fue pensada para mandar a sus seguidores, está directamente apoyada por el escritor griego Pausanías, contemporáneo de Apuleyo, quien dijo que nadie podía participar en ritos de Isis en su santuario en Titorea sin que ella los invitara en un sueño, así como por inscripciones de sacerdotes donde se dijera que Isis los llamó a ser sus sirvientes. En la descripción de Apuleyo la diosa también determina hasta qué punto el iniciado debe pagar al templo con el fin de someterse a los ritos.
En la iniciación de Lucius, los sacerdotes leen el procedimiento para el rito de un libro ritual que se mantiene guardado en el templo y cubierto de "letras indescifrables", algunas de las cuales son "formas de todo tipo de animales", mientras que otras son adornos abstractos. El uso de un libro con fines rituales era mucho más común en la religión egipcia que en la tradición griega o romana y los personajes en ellos se piensa que son jeroglíficos o hieráticos, que en los ojos de los griegos y los fieles romanos enfatizarían el fondo egipcio del rito añadido a su solemnidad. Sin embargo, David Frankfurter sugiere que son semejantes a los símbolos mágicos deliberadamente ininteligibles que se utilizan comúnmente en la magia grecorromana.
Antes de la iniciación apropiada, Lucius debe someterse a una serie de purificaciones rituales. El cura lo baña, le pide a los dioses por el perdón en su nombre y lo rocía con agua. Esta confesión y el arrepentimiento por los pecados pasados se ajusta con un énfasis en la castidad y otras formas de negación de sí mismo, encontrada en muchas otras fuentes acerca del culto a Isis. Después Lucius tiene que esperar diez días, mientras se abstiene de comer carne y vino, antes de que comience la iniciación.
Los baños de purificación eran comunes en muchos rituales de todo el mundo grecorromano. Sin embargo, la petición del perdón, sólo podía atribuirse a los juramentos donde se requerían sacerdotes egipcios, en el que se declaran a sí mismos como libres de irregularidades.  La aspersión con agua y la abstención de ciertos alimentos, probablemente proviene de los rituales de purificación a los que los sacerdotes debían someterse antes de entrar en un templo. En la tarde del último día, Lucius recibe una variedad de regalos de compañeros devotos de Isis antes de ponerse una túnica de lino limpio y entrar en la parte más profunda del templo.
La descripción de lo que sucede a continuación es deliberadamente críptica. Lucius le recuerda al lector que los no iniciados no pueden conocer los detalles de los ritos misteriosos, antes de describir su experiencia en términos generales.
Llegué a la frontera de la muerte y teniendo pisado el umbral de Proserpina, viajé a través de todos los elementos y regresé. A plena noche vi el sol destellar con la luz más brillante, me encontré cara a cara con los dioses por debajo del cielo y les rendí homenaje, así como a los dioses por encima de los cielos.
Después, en una serie de paradojas, Lucio viaja al inframundo y al cielo, ve el sol en medio de la oscuridad y se acerca a los dioses. Muchas personas han especulado acerca de cómo el ritual simula estas experiencias imposibles. La primera frase indica que el iniciado debe estar pasando a través del inframundo griego, pero los restos sobrevivientes de los templos romanos a Isis no tienen pasajes subterráneos que podrían haber simulado el inframundo. Lucius menciona que el "sol" brillante pudo haber sido un incendio en la oscuridad, similar a la del clímax de los misterios de Eleusis. Los dioses que vio cara a cara pudieron haber sido estatuas o frescos de deidades. Algunos investigadores creen que la iniciación también implicaba una especie de recreación con referencia a la muerte de Osiris, pero si así fuera, el texto de Apuleyo no lo menciona.
Lucius emerge de esta experiencia en la mañana y los sacerdotes lo visten con un manto ricamente bordado. Luego se para sobre una tarima cargando una antorcha y con una corona de hojas de palma "adornada como el sol, configurando la forma de una estatua divina", como lo describe Apuleyo. Los sacerdotes retroceden las cortinas para revelar a Lucius a una multitud de sus compañeros devotos. Durante los próximos tres días, Lucius goza de una serie de banquetes y comidas sagradas con sus hermanos de fe, completando el proceso de iniciación.
Después de esta iniciación, Lucius se traslada a Roma y se une a su templo principal de la diosa, la Iseum Campense. Incitado por más visiones enviadas por los dioses, se somete a dos iniciaciones más, incurriendo en más gastos, tales como tener que comprar un reemplazo para el manto que dejó atrás, en Céncreas. Estas iniciaciones no se describen con tanto detalle como el primero. La segunda está dedicada a Osiris y se dice que es diferente de la dedicada a Isis. Apuleyo lo llama "el éxtasis nocturno del dios supremo", pero no da ningún otro detalle. La tercera iniciación se puede dedicar tanto a Isis como a Osiris. Antes de esta iniciación, Lucius tiene una visión donde el propio Osiris le habla, lo que sugiere que él es la figura dominante en el rito. Al final de la novela, Lucius ha sido admitido en una alta posición en el culto por el propio Osiris y confía en que el dios le asegurará su futuro éxito en su trabajo como abogado.

## Importancia

### Simbolismo religioso y contacto con los dioses
La mayoría de los ritos misteriosos estaban conectados con los mitos acerca de las deidades en las que se centraban, por ejemplo, el mito de Osiris, se centraba en Isis. Pretendían transmitir detalles a los iniciados acerca de los mitos que no se conocían en general. Además, varios escritores grecorromanos producen interpretaciones teológicas y filosóficas de los misterios. Estimulados por la evidencia fragmentaria, los eruditos modernos a menudo han tratado de discernir acerca de lo que los misterios pudieron haber significado para sus iniciados.
Pero Hugh Bowden sostiene que puede no existir interpretación alguna de los ritos misteriosos y que "el deseo de identificar una secreto oculto, algo que alguna vez se supo, puede explicar el misterio oculto pero de forma errónea". Establece que los esfuerzos para conocer a los dioses directamente ejemplifican el punto culminante de la iniciación de Lucius en Las metamorfosis como la característica más importante de los ritos. La idea de conocer cara a cara a los dioses, contrastaba con las creencias clásicas griegas y romanas, en las que ver a los dioses, a pesar de que podría ser una experiencia impresionante, podría ser peligroso e incluso mortal. Por ejemplo, en la mitología griega, la visión de la verdadera forma de Zeus hizo que Sémele se incinerara. Sin embargo, la reunión de Lucius con los dioses encaja con una tendencia que se encuentra en varios grupos religiosos en la época romana, hacia una conexión más estrecha entre el adorador y los dioses.
Las creencias del antiguo Egipto son una posible fuente para la comprensión del simbolismo en los misterios de Isis. J. Gwyn Griffiths, un académico egiptólogo y clásico, estudió ampliamente el libro 11 de la Metamorfosis y su posible fondo egipcio. Señaló similitudes entre la primera iniciación en la Metamorfosis y las creencias egipcias, diciendo que el iniciado asumió el papel de Osiris al someterse a la muerte simbólica. En su opinión, la imaginería de la iniciación se refiere al inframundo de Egipto, el Duat. Griffiths sostuvo que el sol en el medio de la noche, en el relato de la iniciación de Lucius, podría haber sido influenciado por los contrastes de luz y la oscuridad en otros ritos misterioso, pero se deriva principalmente de las representaciones de los informando en antiguos textos funerarios egipcios. Según estos textos, el dios del sol Ra pasa a través de los informando cada noche y se une con Osiris a emerger renovado, al igual que las almas fallecidas lo hacen.
Los "elementos" que Lucius pasa a través de la primera iniciación pueden referirse a los elementos clásicos de la tierra, el aire, el agua y el fuego que se creían necesarios para forma el mundo mundo, o para las regiones del cosmos. En cualquiera de los casos, esto indica que la visión de Lucius lo transporta más allá del mundo de los humanos.  Panayotis Pachis cree que la palabra se refiere específicamente a los planetas en la astrología helenística. Los temas astrológicos aparecieron en muchos otros cultos en el Imperio romano, incluyendo otro culto misterioso, dedicado a Mitra. En el culto a Isis, el simbolismo astrológico pudo haberse referido a la creencia de que Isis rige los movimientos de las estrellas y así el paso del tiempo y el orden del cosmos.
Sin embargo, en el curso del libro, como Valentino Gasparini pone, "Osiris le arrebata de las manos el papel de Ser Supremo a Isis" y le sustituye como el foco de la devoción de Lucius. La prominencia de Osiris en la Metamorfosis está en consonancia con otras pruebas sobre el culto a Isis en Roma, lo que sugiere que adoptó más temas e imágenes de la religión funeraria egipcia y el culto de Osiris a finales del primer y principios del siglo II d. C. Gasparini sostiene que el cambio de enfoque refleja la creencia de que Osiris era el ser supremo e Isis era un intermediario entre él y la humanidad. Esta interpretación se encuentra en el libro Sobre Isis y Osiris por el autor griego del siglo I d. C. Plutarco, quien analiza el mito de Osiris basado en la filosofía media platonista. Sin embargo, S. J. Harrison sugiere que el repentino cambio de enfoque desde Isis a Osiris es simplemente una sátira de grandiosas afirmaciones de devoción religiosa.

### Compromiso con el culto
Debido a que no todos los cultos locales de Isis llevan a cabo ritos de misterio, no todos sus devotos han pasado por una iniciación. Sin embargo, tanto la historia de Apuleyo y de Plutarco Sobre Isis y Osiris sugiere que la iniciación se considera parte del proceso más amplio de unirse a la secta y dedicárselo a la diosa.
El culto a Isis, como la mayoría en el mundo grecorromano, no era exclusivo; adoradores de Isis podían continuar venerando a otros dioses también. Los devotos de Isis estaban entre los pocos grupos religiosos en el mundo grecorromano en tener un nombre distintivo para sí mismos, como sería lo equivalente a «judío» o «cristiano», lo cual indica que se definen a sí mismos por su dedicación exclusiva a la diosa. Sin embargo, rara vez se utilizó la palabra isiacus o «isiaco». Muchos sacerdotes de Isis oficiaban en otros cultos también. Varias personas en los últimos tiempos romanos, como Vettius Agorius Praetextatus, se unieron a varios sacerdotes para realizar varias iniciaciones dedicadas a diferentes dioses. Por lo tanto, las iniciaciones misteriosas no requieren que los devotos abandonen cualquier identidad religiosa que originalmente tengan, pues no calificarían como religiosas las conversiones previstas en una estrecha definición del término. Sin embargo, algunas de estas iniciaciones implicaron cambios más pequeños en la identidad religiosa, tales como unirse a una nueva comunidad de fieles o fortalecer el compromiso de los devotos de un culto que ya eran parte de, que pudiera calificarse de conversiones en un sentido más amplio. Muchas fuentes antiguas, sugieren que muchos de los devotos de Isis lo consideran el centro de sus vidas y que el culto hizo hincapié en la pureza moral, la abnegación y declaraciones públicas de devoción a la diosa. El haberse unido al culto de Isis era, por tanto, un cambio de identidad más nítida que en muchos otros cultos misteriosos. La iniciación isiaca daba al devoto una experiencia dramática y mística a la diosa, añadiendo una intensidad emocional al proceso.
No está claro cómo la iniciación puede haber afectado el rango de un devoto en el culto. Después de pasar por la tercera iniciación, Lucius se convierte en un pastophoros, un miembro de una clase particular de sacerdotes. Si la tercera iniciación era un requisito para convertirse en un pastophoros, es posible que los miembros se movieran arriba en la jerarquía de culto por ir a través de la serie de iniciaciones. Sin embargo, Apuleyo se refiere a los iniciados y a los presbíteros como si fueran grupos separados dentro el culto. La iniciación pudo haber sido un requisito previo para que un devoto fuera sacerdote, pero necesitaba más que la iniciación.
En algunos lugares como en la antigua Arabia, se la adoraba de igual modo, aunque era conocida con el nombre de Hadith haciendo referencia a la divina madre, la serpiente alada de Luz, la divina madre Kundalini.

### La conexión con el más allá
Muchas piezas de evidencia sugieren que los misterios de Isis estaban conectados de alguna manera a la salvación y la garantía de una vida en el más allá. La concepción griega de la vida futura incluyó los paradisíacos Campos Elíseos y filósofos desarrollaron varias ideas acerca de la inmortalidad del alma, pero los griegos y romanos pusieron en duda lo que les ocurriría después de la muerte. Tanto en la religión tradicional griega y romana se pensaba que ningún dios podía garantizar una vida futura agradable para sus fieles. Los dioses de algunos cultos de misterio pudieron haber sido excepciones, pero la evidencia acerca de las creencias de la vida futura de aquellos cultos es vaga. La cuenta de Apuleyo, si es precisa, proporciona una evidencia más fuerte para las creencias de la vida futura para isíacos que está disponible para los demás cultos. El libro dice que el poder de Isis sobre el destino, que mencionan con frecuencia los devotos griegos y romanos, le da control sobre la vida y la muerte. De acuerdo con el sacerdote que inició a Lucius, los devotos de Isis "que habían terminado el lapso de su vida y ya estaban de pie en el umbral del fin de la luz y se confiaba plenamente en ellos, eran sacados por el poder de la diosa para renacer y renovar su vida". En otro pasaje, Isis dice que cuando muere Lucius, él será capaz de verla brillar en la oscuridad de los bajos fondos para rendirle culto.
Algunos investigadores se muestran escépticos a que la otra vida era una parte importante del culto. Ramsay MacMullen dice que cuando los personajes de Las metamorfosis llaman a Lucius a "renacer", se refieren a su nueva vida como un devoto y nunca le llaman renatus en aeternam (eternamente renace), que se referiría a la otra vida. Mary Beard, John North y Simon Precio dicen que Metamorfosis muestra que "el culto de Isis tenía implicaciones para la vida y la muerte, pero aun así se pone más énfasis en la ampliación de la duración de la vida que en la vida del más allá, lo cual se representa en términos bastante diferenciados".
Una inscripción funeraria de Bitihya, dada por un devoto de Isis, proporciona evidencia de las creencias de la vida futura de los isiacos, fuera de la obra de Apuleyo. Se dice explícitamente que, debido a que el devoto se inició en los misterios de la diosa, no "pasó por el camino oscuro del Aqueronte" pero "corrió a los refugios de los bienaventurados".
Creencias de la vida después de la muerta en el culto a Isis probablemente estaban conectadas con Osiris. Los antiguos egipcios creían que Osiris vivió en el Duat después de la muerte, pero que gracias a la ayuda de Isis y otras deidades pudo renacer. El simbolismo que se encuentra en la primera iniciación de Lucius, con sus referencias a la muerte y al sol en el inframundo egipcio, sugieren que se trataba de otra vida de Osiris, a pesar de que Osiris no se menciona en la descripción del rito. Como Robert Turcan dice, cuando Lucius se revela a la multitud después de su iniciación, es "honrado casi como un nuevo Osiris, guarda y se regenera a través de los inefables poderes de Isis. Las palmas que irradian de la cabeza fueron los signos del Sol que triunfa sobre la muerte".

## Influencia en otras tradiciones

### Posible influencia en el cristianismo
Los misterios de Isis, como aquellos de otros dioses, se siguieron realizando hasta finales del siglo cuarto d. C. Aunque, a finales del siglo, los emperadores cristianos incrementaron la restricción de la práctica de religiones no cristianas, las cuales condenaron como "paganas". Los cultos de los Misterios, por lo tanto, desaparecieron gradualmente cerca del inicio del siglo V. Éstos coexistieron con el cristianismo por siglos antes de su extinción y algunos elementos de su iniciación se parecieron a creencias y prácticas cristianas. Como resultado, la posibilidad de que el cristianismo fuera influenciado directamente por los cultos de los Misterios ha sido considerada. Evidencia de interacciones entre cristianismo y los cultos de los Misterios es pobre, haciendo que la cuestión sea difícil de resolver.
La mayoría de las tradiciones religiosas en el mundo grecorromano se centraron en una ciudad o grupo étnico particular y no requerían devoción personal, sólo ritual público. En contraste, el culto a Isis, como el cristianismo y otros cultos de los Misterios, se componía por personas que se unían voluntariamente, por compromiso personal a una deidad que consideraban superior a las otras. El cristianismo tiene su propio ritual de iniciación: el bautismo, y empezando en el siglo IV los cristianos empezaron a referirse a sus sacramentos, como el bautismo, con la palabra mysterion, término griego que también se utilizaba para un rito del Misterio. En este caso, la palabra significaba que los cristianos no discutían acerca de sus ritos más importantes con no cristianos que podrían no entenderlos o faltarles al respeto. Sus ritos, entonces, adquirieron un aura de secretismo que rodeaba a los cultos del misterio. Además, si se pensaba que los iniciados de Isis se beneficiaban en la vida después de la muerte y resurrección de Osiris, esta creencia hubiera sido paralela a que la muerte y resurrección de Jesús permitían la salvación de aquellos que se convertían en cristianos.
Aún en tiempos antiguos, estas similitudes eran controversiales. Los no cristianos en el Imperio Romano en los primeros siglos d. C. creían que el cristianismo y los cultos del misterio se asemejaban entre sí. Reaccionando a estas declaraciones por foráneos, los primeros cristianos apologistas negaron que estos cultos hubieran influenciado su religión. El protestante académico del siglo XVII Isaac Casaubon volvió a poner en juego la cuestión al acusar a la Iglesia católica de derivar sus sacramentos de los cultos del misterio. Charles-FranÁois Dupuis, a finales del siglo XVIII, aún fue más lejos al clamar que todo el cristianismo se basa en los cultos del misterio. Intensificada por las disputas religiosas entre protestantes, católicos y no cristianos, la controversia ha permanecido hasta la actualidad.
Algunos académicos han comparado el bautismo con la iniciación isíaca descrita por Apuleyo específicamente. Antes de los inicios del siglo IV d. C., el bautismo era la culminación de un proceso largo, en el cual el convertido al cristianismo ayunaba por los 40 días de la Cuaresma santa antes de que en la Pascua fuera sumergido en una cisterna o cuerpo de agua natural. Como los misterios de Isis entonces, el bautismo cristiano involucraba un ayuno de días y un ritual de lavado. Tanto el ayuno como el lavado eran tipos comunes de purificación ritual encontrados en las religiones del Mediterráneo. El bautismo cristiano se derivó específicamente del bautismo de Jesús y los rituales de sumersión judíos. Por lo tanto, de acuerdo con Hugh Bowden, estas similitudes vienen del trasfondo religioso del cristianismo y el culto a Isis, no de la influencia de una tradición sobre la otra.
Similarmente, los alimentos sagrados compartidos por los iniciando de muchos cultos del misterio han sido comparados con el ritual cristiano de la comunión. Por ejemplo, el clasicista R. E. Witt llamó al banquete que concluía la iniciación isiaca «La Eucaristía pagana de Isis y Serapis». Sin embargo, banquetes en los cuales los devotos comían lo que había sido sacrificado a una deidad era una práctica casi universal en las religiones mediterráneas y no prueban un enlace directo entre el cristianismo y los cultos del misterio. El rasgo más distintivo de la comunión cristiana, la creencia de que Dios mismo fue la víctima de un sacrificio, se encontraba presente en los cultos del misterio.
Bowden duda que las creencias en la vida después de la muerte fueran un aspecto muy importante de los cultos del los misterios y por lo tanto cree que su parecido con el cristianismo es pequeño. Jaime Alvar, en contraste, argumenta que los misterios de Isis, en conjunto con aquellos de Mitras y Cibeles, involucraban creencias acerca de la salvación y la vida después de la muerte que se parecían a aquellos en el cristianismo. Pero comenta que no fueron similares por tomar elementos entre sí, sino únicamente por adaptarse en maneras parecidas al ambiente religioso grecorromano. El dice: "Cada culto encontró los materiales que éste requería en los elementos comunes actuales de ese momento. Cada uno tomó lo que se necesitaba y adaptó estos elementos de acuerdo a su corriente y diseño general".

### Influencia en tiempos modernos

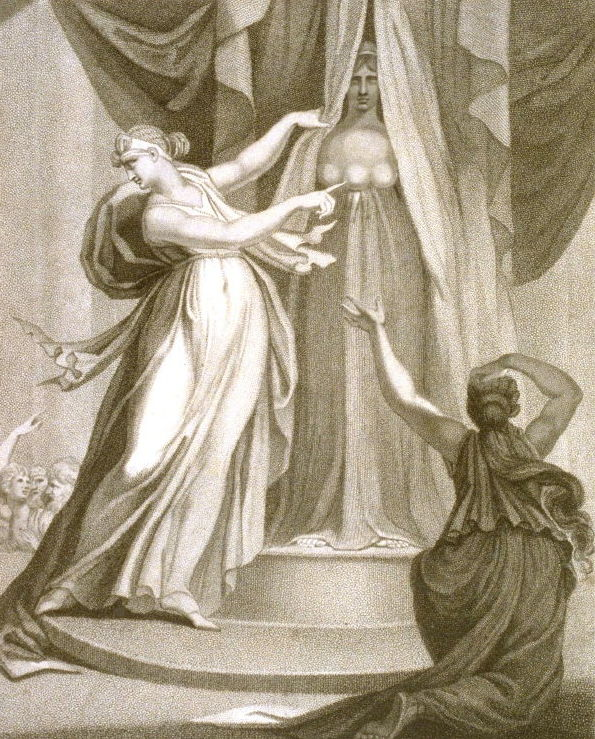
La revelación de una estatua de Isis como la personificación de la naturaleza, mostrada como el momento climático de la iniciación isiaca, en un grabado de 1803 de Henry Fuseli

Los motivos de la descripción de Apuleyo acerca de la iniciación isiaca han sido repetidos y reformados en los sistemas de creencias ficticios y esotéricos en tiempos modernos, y, por lo tanto, forman una parte importante de la percepción occidental de la religión egipcia. La gente reutilizando estos motivos normalmente asume que los ritos del misterio fueron practicados en Egipto antes de los tiempos helénicos.
Un ejemplo influyente es la novela Sethos de 1731 por Jean Terrasson. Terrason clamó haber traducido este libro de una obra de ficción antigua griega, basada en eventos reales. Este libro era su propia invención en realidad, inspirado por las antiguas fuentes griegas que asumían que la filosofía griega se había derivado de Egipto. En la novela, sacerdotes de Egipto mantienen un sistema de educación elaborada como una universidad europea. Para unir sus rangos, el protagonista Sethos es objeto de una iniciación presidida por Isis, tomando lugar en las cámaras ocultas de la Gran Pirámide de Guiza. Basado en los argumentos de Lucius en Metamorfosis acerca de que "había sido llevado a través de todos los elementos" durante su iniciación, Terrason describe la iniciación como una serie de tareas elaboradas, cada una basándose en uno de los elementos clásicos: correr sobre barras de metal caliente haciendo referencia al fuego, nadando en un canal haciendo referencia al agua y columpiándose sobre una fosa haciendo referencia al aire.
El tratado de William Warburton acerca del Legado divino de Moisés publicado desde 1738 hasta 1741, incluía un análisis de los antiguos ritos del misterio que se cernieron sobre Sethos para su evidencia. Asumiendo que todos los ritos del misterio se derivaron de Egipto, Warburton argumentó que la cara pública de la religión egipcia era politeísta, pero que los misterios egipcios eran diseñados para revelar raíces monoteístas más profundas a los iniciados de élite. Uno de ellos, Moisés, aprendió esta verdad durante su crianza egipcia y desarrolló el judaísmo para revelarlo a la nación Israelita.
Los francmasones, miembros de una organización fraternal europea que tomó su forma moderna en el siglo XVIII, desarrollaron muchos mitos pseudohistóricos que trazaron a la francmasonería hasta sus tiempos antiguos. Egipto se encontraba dentro de las civilizaciones que los masones clamaban haber influenciado en sus tradiciones. Después de que Sethos fuera publicado, muchas sectas masónicas desarrollaron ritos basados en los de la novela. A finales del siglo, escritores masones aún asumían que Sethos era historia antigua, usaron la obvia similitud entre sus ritos y la iniciación de Sethos como evidencia de su supuesto antiguo origen. Muchos trabajos de ficción de 1790 a 1820 reutilizaron y modificaron los rasgos característicos de la iniciación egipcia de Terrason: pruebas de los cuatro elementos, frecuentemente tomando lugar bajo pirámides. El trabajo más conocido entre estos es la ópera de Wolfgang Amadeus Mozart de 1791 titulada La flauta mágica, en la cual el personaje principal, Tamino, es sometido a una serie de pruebas vigiladas por sacerdotes que invocan a Isis y Osiris.
El francmasón Karl Leonhard Reinhold, en la década de 1780, se refirió y modificó las aclamaciones de Warburton en un esfuerzo por reconciliar la historia del origen de la francmasonería, llevándola hasta el antiguo Israel, con su entusiasmo por las imágenes egipcias. Clamó que la frase "Soy el que soy", dicha por el dios judío en el libro del Éxodo, tenía un significado panteísta. Lo comparó con la inscripción egipcia en una estatua con velo de Isis, registrada por los autores de la era romana Plutarco y Proclo, que decía "Soy todo lo que es, fue y será", lo que lo llevó a pensar que Isis era una personificación panteísta de la naturaleza. De acuerdo con Reinhold, era este sistema de creencias panteísta el que Moisés impartió a los israelitas, de modo que Isis y la concepción judía y cristiana de Dios compartían un origen común.
En contraste, algunas personas, en los inicios de la descristianización de Francia durante la Revolución francesa, utilizaron las imágenes de Isis panteística para representar su oposición al clero y al cristianismo en general. Por ejemplo, una organización fraternal esotérica en la Francia napoleónica, la Orden Sofisiana, consideró a Isis como su deidad tutelar. Para ellos, simbolizaba ambas, la sabiduría científica, porque tenía como esperanza descubrir los secretos de la naturaleza, y los secretos místicos de los antiguos ritos del misterio. El vago conjunto de creencias esotéricas que rodeaba a la diosa ofrecía una alternativa al cristianismo original. Fue durante esta era anticlerical que Dupuis clamó que el cristianismo era vástago distorsionado de los antiguos ritos del misterio.
Varias organizaciones esotéricas que emergieron a finales del siglo XIX y principios del siglo XX, como la Sociedad Teosófica y la Antigua y Mística Orden Rosae Crucis, repitieron las creencias que se habían originado en Sethos: los egipcios experimentaron una iniciación dentro de las pirámides y los filósofos griegos eran iniciados que aprendieron la sabiduría secreta egipcia. Escritores esotéricos influenciados por la teosofía, como Reuben Swinburne Clymer en su libro de 1909 El misterio de Osiris y Manly Palmer Hall en La francmasonería de los antiguos egipcios en 1937, también escribieron de una antigua tradición egipcia con eras de existencia. Un ejemplo elaborado de estas creencias es el libro de 1954 Legado Robado de George James, que clama que la filosofía griega fue sabiduría robada de los iniciados en las escuelas egipcias. James imaginó esta escuela de los misterios como una organización grandiosa con ramas en muchos continentes, de modo que el sistema egipcio mencionado dio forma a culturas a través del mundo.